# Nova Camarilha de Quancim

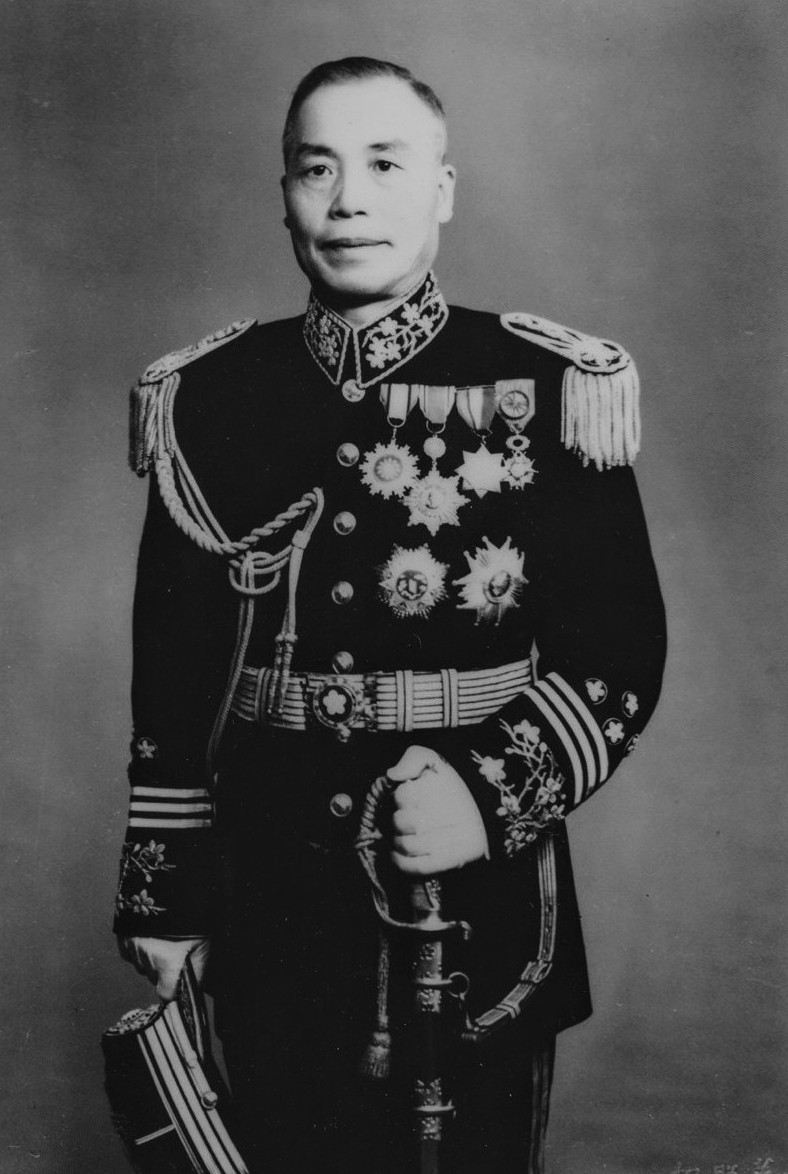
Li Zongren, Comandante-em-Chefe da Nova Camarilha de Quancim

A Nova Camarilha de Quancim (chinês: 新桂系, pinyin: Xīn Guìxì), liderado por Li Zongren, Huang Shaohong e Bai Chongxi, foi uma camarilha de senhores da guerra durante a República da China. Após a fundação da República, Quancim serviu de base para uma das camarilhas da Antiga Quancim, uma das mais poderosas camarilhas de senhores da guerra da China. No início da década de 1920, a Guerra Guangdong-Quancim viu a camarilha pró-Kuomintang a Nova Camarilha de Quancim substituir a velha camarilha.

## Lu Rongting e as Guerras Yue-Gui
Em 1920, Chen Jiongming expulsou Lu Rongting e a Camarilha da Velha Quancim de Guangdong durante a Primeira Guerra Yue-Gui. Em 1921, avançou para Quancim, dando início à Segunda Guerra Yue-Gui, forçando Lu Rongting a renunciar em julho do mesmo ano. Em agosto, Chen ocupou Nanning e o restante de Quancim. No entanto, sua ocupação foi em grande parte nominal, pois bandos armados leais a Quancim começaram a se reunir sob o comando de líderes locais, formando o chamado Exército de Autogoverno. As forças cantonesas permaneceram em Quancim até abril de 1922. Sun Yat-sen e Chen Jiongming logo se separaram sobre a continuação da Expedição ao Norte. Chen, no entanto, aspirava apenas ser o senhor da guerra de Guangdong e, depois que a camarilha de Zhili em Pequim reconheceu seu poder no sul, ele abandonou Sun Yat-sen. Em maio de 1922, as forças cantonesas evacuaram Quancim, deixando um vácuo de poder.

## Consequências das Guerras Yue-Gui
Lu Rongting conseguiu construir uma máquina política e militar a partir das forças que compunham os Exércitos Autônomos, recorrendo à amizade, à família e à etnia Xuém, mas a falta de tal líder levou a um rápido colapso no localismo, o que ocorreu quando as forças de Guangdong se retiraram. Houve intensos combates para reocupar territórios ou para tentar despojar as forças em retirada de seus suprimentos e munições.
Com o apoio de Wu Peifu e da camarilha de Zhili, Lu Rongting retornou a Quancim em 1923 e começou a tentar reconstruir sua coalizão. Logo ele assumiu o controle do sul com seu importante grupo de mão de obra Zhuang, mas a situação mudou e sua organização política não pôde ser reconstruída. Entre os homens mais jovens que foram treinados em escolas militares após a revolução de 1911, houve uma nova apreciação por táticas, armas e meios políticos modernos. Nas confusas disputas de poder que se seguiram às Guerras Yue-Gui, esses militares locais começaram a conquistar territórios em Quancim e a dominá-los.
No sudoeste, havia trilhas de ópio de Yunnan e Guizhou que passavam por Baise e depois desciam o rio até Nanning. Destes, o ópio geralmente saía por Wuzhou, onde o comércio era financiado. Durante as guerras Yue-Gui, Huang Shaohong, então comandante do Batalhão Modelo da 1ª Divisão de Quancim, e Bai Chongxi, seu antigo vice, tentaram permanecer neutros e se mudaram para Baise. Huang finalmente assumiu o controle de Baise e do comércio de ópio. Mais tarde, ele expandiu seu controle para Wuzhou, controlando assim as rotas pelas quais o ópio entrava e saía de Quancim. Com a renda do ópio, Bai conseguiu formar uma força bem equipada e treinada.
Durante as Guerras Yue-Gui, Li Zongren acompanhou Lin Hu e Lu Rongting até Guangdong e liderou a retaguarda quando as forças da Antiga Camarilha de Quancim recuaram antes do ataque de Chen Jiongming. Durante a campanha, o batalhão de Li Zongren foi reduzido a cerca de mil homens e "afundou na grama". Mas Li, pretendendo se tornar mais do que um bandido, começou a construir uma máquina militar pessoal de unidades profissionais de soldados. Eles seriam equivalentes a qualquer força na China e mais do que páreos para qualquer número de bandidos ou irregulares de Zhuang que Lu Rongting utilizou em sua guerra para restabelecer seu poder em Quancim. Li se juntou ao Kuomintang em 1923, quando já controlava um número considerável de tropas no norte de Quancim e exterminou os bandidos locais, senhores da guerra e forças remanescentes da camarilha da Velha Quancim no norte.

## Nova Camarilha de Quancim assume o poder
Na primavera de 1924, Huang Shaohong, Bai Chongxi e Li Zongren formaram a camarilha de Nova Quancim e criaram o bem equipado Exército de Pacificação de Quancim. Li Zongren era o Comandante em Chefe, Huang Shaohong o Vice-Comandante e Bai Chongxi o Chefe do Estado-Maior. Em agosto, eles derrotaram e expulsaram o antigo governante Lu Rongting e outros contendores da província. Li Zongren foi governador militar de Quancim de 1924 a 1925 e de 1925 a 1949.
Os esforços da coalizão colocaram a província de Quancim sob a jurisdição da República da China. Li Zongren foi governador militar de Quancim de 1924 a 1925, Huang se tornou o governador civil de Quancim de 1924 a 1929, e Quancim permaneceu sob a influência de Li Zongren até 1949. A Nova Camarilha de Quancim fez tentativas de modernização entre 1926 e 1927, quando controlava Quancim e grande parte de Guangdong, Hunan e Hubei. A Nova Camarilha de Quancim foi muito mais ativa na modernização do que Lu Rongting. Eles fundaram a Universidade de Quancim em Nanning, construíram mais de cinco mil quilômetros de estradas e ampliaram a eletrificação da área. Li Zongren também autorizou o financiamento de agricultores de classe média para produzir em capacidade máxima, exportando arroz adicional para a província vizinha de Guangdong. Quancim também manteve muitas indústrias pesadas nos principais centros urbanos, mas em muitos casos não tinha a experiência ou os trabalhadores para operá-las, operando apenas cerca de 96 fábricas em toda a província. Quancim também foi poupada de qualquer corrupção desenfreada, ao contrário do resto da China, mantendo também uma economia muito estável.
Entretanto, como a camarilha precisava ser constantemente mobilizada para a guerra, primeiro contra os senhores da guerra de Guangdong e depois contra os japoneses,, a carga tributária imposta por eles era muito mais pesada do que a de Lu Rongting. No entanto, com o passar do tempo e a implementação de reformas econômicas na província, os impostos foram gradualmente reduzidos. A Nova Camarilha de Quancim também tributava o comércio de ópio. Assim como ocorreria mais tarde no governo de Chiang Kai-shek, a arrecadação era feita por meio de escritórios de repressão ao ópio, que, em teoria, haviam sido criados para erradicar o comércio. Em 1932, a receita do ópio atingiu cinquenta milhões de dólares, tornando-se a maior fonte de renda do orçamento provincial. Apesar da alta tributação, a Nova Camarilha de Quancim era extremamente popular e amplamente aceita pelos cidadãos da província, promovendo reformas econômicas e agrárias de forma moderada, além de experimentar pequenas desregulamentações em alguns condados e regiões selecionadas

## Nova Camarilha de Quancim e a Expedição do Norte
Durante a Expedição do Norte, Bai Chongxi foi o Chefe do Estado-Maior do Exército Nacional Revolucionário e liderou o Exército da Rota Oriental que conquistou Hangzhou e Xangai em 1927. Como comandante da guarnição de Xangai, Bai também participou do expurgo de comunistas no Exército Nacional Revolucionário em 12 de abril de 1927 e dos sindicatos em Xangai. Li Zongren foi o general do Sétimo Exército na Expedição do Norte. Li tornou-se o general comandante do Sétimo Exército na Expedição do Norte e capturou Wuhan em 1927. Li foi então nomeado comandante do Quarto Grupo de Exército, composto pelo Exército de Quancim e outras forças provinciais, totalizando 16 corpos e seis divisões independentes. Em abril de 1928, Li Zongren, com Bai Chongxi, a quem foram atribuídas muitas vitórias sobre os senhores da guerra do norte, liderou o grupo do Quarto Exército para avançar sobre Pequim, capturando Handan, Baoding e Shijiazhuang, até 1º de junho. Zhang Zuolin retirou-se de Pequim em 3 de junho, e o exército de Li tomou Pequim. Bai comandou as unidades avançadas que entraram primeiro em Pequim e Tianjin .

## Nova Camarilha de Quancim e Chiang Kai-shek
No final da Expedição do Norte, Chiang Kai-shek começou a se mobilizar para reorganizar o exército. No entanto, como essa medida alteraria as influências territoriais das diversas facções dentro do partido, as relações entre o governo central e os poderes regionais rapidamente se deterioraram. Em março de 1929, Li Zongren, Bai Chongxi e Huang Shaohong, da Camarilha de Quancim, foram os primeiros a romper com Chiang, dando início ao confronto que resultaria na Guerra das Planícies Centrais. Chiang Kai-shek derrotou a camarilha ainda em 1929.
Após essa derrota na guerra civil, Quancim se aliou a Chen Jitang quando este assumiu a presidência do governo de Guangdong, em 1931, e voltou-se contra Chiang Kai-shek. Um novo conflito interno teria irrompido se não fosse pelo Incidente de 18 de setembro, que forçou todas as facções a se unirem contra o Império do Japão. Como consequência, entre 1930 e 1936, a Clique de Quancim dedicou-se à reconstrução da província, transformando-a em um modelo de administração progressista. Isso permitiu que Quancim contribuísse significativamente com tropas para o esforço de guerra contra o Japão na Segunda Guerra Sino-Japonesa.

## Segunda Guerra Mundial
No Incidente da Ponte Marco Polo, Quancim foi ligeiramente afetada. Somente em 1939 houve combates em Quancim, mas isso não impediu que Quancim contribuísse para o esforço de guerra em outras regiões. Dos milhões de soldados mobilizados e enviados de toda a China, Quancim contribuiu com cerca de 900.000 deles, muitos deles sendo milicianos. Em novembro de 1939, o Exército Imperial Japonês desembarcou no sul de Quancim e capturou Nanning, isolando completamente Chongqing da costa sul. Isso forçaria Chongqing a depender da estrada da Birmânia e do Hump para quaisquer suprimentos aliados. Combates violentos ocorreram em Quancim, com a província sofrendo o impacto dos principais conflitos que ocorreram no sul da China. Devido à forte resistência dos defensores chineses, os japoneses foram levados a cometer inúmeros crimes de guerra na região, como o massacre de Quancim em 1943, que resultou na morte de pelo menos 10.000 pessoas, bem como inúmeros massacres em menor escala.
À medida que a guerra avançava para a década de 1940, o Exército Imperial Japonês (IJA) retirou-se completamente de Quancim para reforçar as guarnições na Indochina, em preparação para operações futuras no sudoeste da China. Quancim só voltou a ser palco de combates intensos durante a Operação Ichi-Go. Durante essa ofensiva, muitos campos de aviação na província foram destruídos pelos japoneses em retaliação aos ataques aéreos conduzidos pela China.
Nos últimos dias da Segunda Guerra Mundial, Quancim foi recapturada pelos chineses na Segunda Campanha de Quancim. Após o conflito, Li Zongren declarou estado de reconstrução, pois grande parte da província havia sido devastada pelos combates caóticos tanto no início quanto no fim da guerra.